# René Lunden
René Henri Théophile Florent Marie Joseph Lunden (* 2. Juni 1902 in Brüssel; † 3. April 1942 in Chichester, West Sussex/Vereinigtes Königreich) war ein belgischer Offizier und Bobsportler.

## Werdegang
Nach dem Tod seines Vaters Léopold Lunden (1868–1921) erbte er dessen Titel eines Barons sowie das Schloss s‘Gravenkasteel bei Humbeek.
Er studierte zunächst Bergbau an der Katholischen Universität Löwen. Ab 1925 leistete er beim Belgischen Heer zunächst bei der Kavallerie, dann bei der Luftwaffe seinen Militärdienst ab. Nach der Thronbesteigung Leopolds III. 1934 war er für den belgischen Diplomatischen Dienst in Südamerika tätig.

## Bobsport
Bei den Olympischen Winterspielen 1936  in Garmisch-Partenkirchen belegte Lunden im Zweier- und Viererbob jeweils den achten Platz.
1939 wurde er in St. Moritz gemeinsam mit Jeans Coops Weltmeister im Zweierbob.

## Tod
Zum Zeitpunkt des Angriffs deutscher Truppen auf Belgien am 10. Mai 1940 gehörte Lunden einem Regiment an, das zunächst nach Frankreich und von dort nach England flüchtete. Er schloss sich der Royal Air Force an. Aufgrund seines Alters wurde er nicht als Pilot, sondern als Navigator eingesetzt. 1942 stürzte seine Maschine, eine Douglas Boston Mk. III, während eines Aufklärungsfluges über Frankreich ab. Lunden wurde in ein Krankenhaus nach Chichester in Südengland gebracht, wo er seinen Verletzungen erlag.
1949 wurde sein Leichnam nach Belgien überführt.

## Erfolge
Weltmeisterschaften
- St. Moritz 1939: Weltmeister im Zweierbob

Olympische Spiele
- Garmisch-Partenkirchen 1936: 8. Platz im Zweier- und Viererbob